# Bittacus strigosus
Bittacus strigosus is een schorpioenvlieg uit de familie van de hangvliegen (Bittacidae). De wetenschappelijke naam van de soort is voor het eerst geldig gepubliceerd door Hagen in 1861.
De soort komt voor in Noord-Amerika.